# Eustache Le Noble

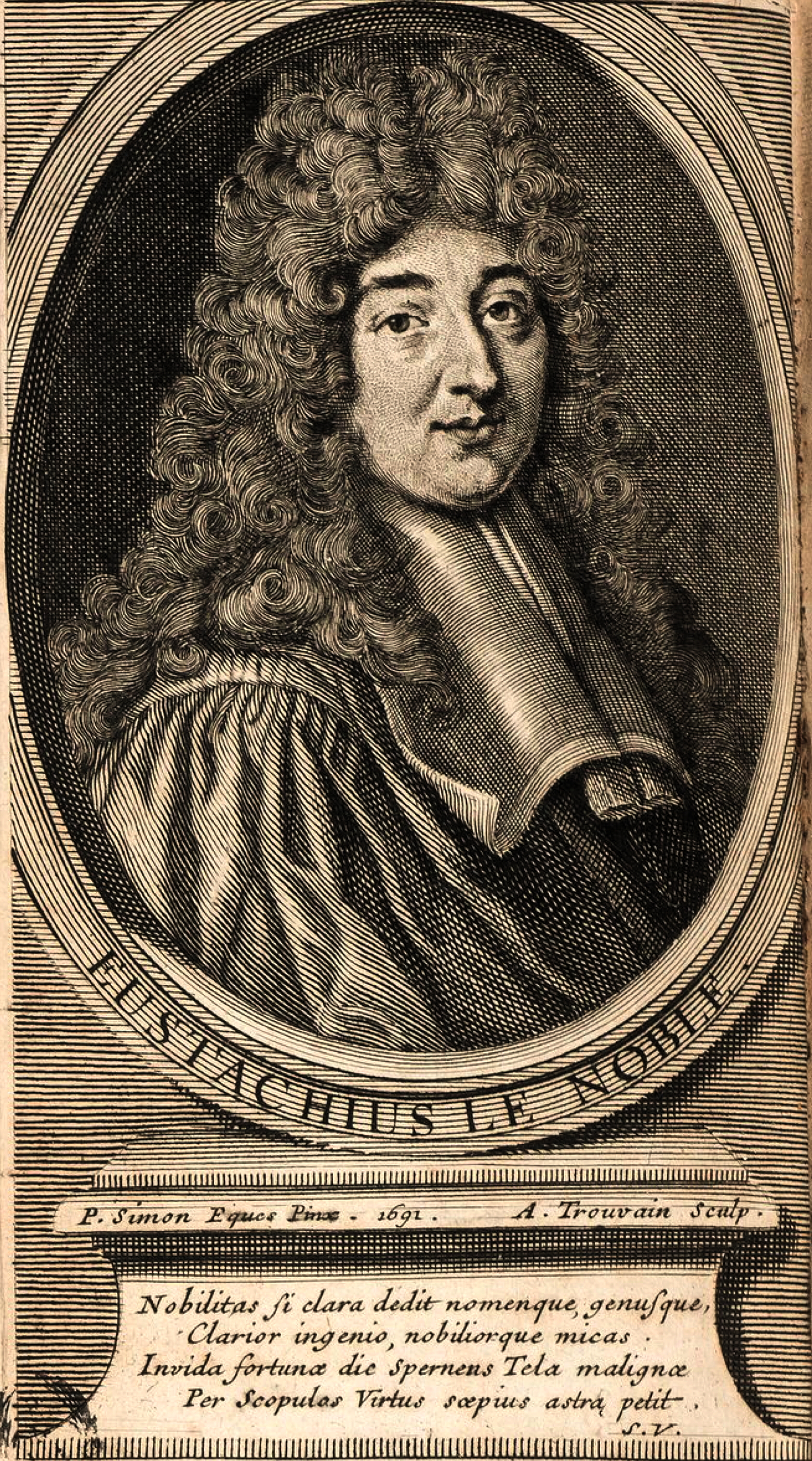
Eustache Le Noble (1691)

Eustache Le Noble (* 26. Dezember 1643 in Troyes; † 31. Januar 1711 in Paris) war ein französischer Schriftsteller.

## Leben und Werk
Eustache Le Noble war ab 1673 Kronanwalt am Parlement von Metz. Seine Leichtlebigkeit trieb ihn in den Ruin. Er verkaufte sein Amt, kam wegen Betrugs ins Gefängnis, entfloh und wurde wieder eingesperrt. Im Gefängnis wurde er ab 1685 zum Vielschreiber, der im Auftrag der Buchhändler erfolgreich über die verschiedensten Themen schrieb und damit einen Reichtum anhäufte, den er ebenso schnell wieder verschwendete, sodass er in Armut starb.
Die Französische Nationalbibliothek verzeichnet von ihm 292 Titel. Alain Niderst nennt davon folgende acht: 
- Relation de l’état de Gennes (1685, Genua gehört eigentlich zu Frankreich)
- Charanton, ou l’Hérésie détruite, poème héroïque (1686, positiv über das Edikt von Fontainebleau)
- Le Cibisme (1688, Satire gegen Papst Innozenz XI.)
- La Pierre de touche politique (1688–1691, zur Verteidigung der französischen Politik)
- Histoire de l’établissement de la République de Hollande (1689, über Hollands Undank an Frankreich)
- Les Travaux d’Hercule (1692–1694, Glorifizierung von König Ludwig XIV.)
- Uranie, ou les Tableaux des philosophes (1694–1697, über die antike Philosophie sowie Gassendi und Descartes)
- Promenades (Theaterstücke mit Schilderung der Provinz).

Des Weiteren übersetzte er die Psalmen, die Satiren von Horaz und Aulus Persius Flaccus, schrieb Fabeln und Erzählungen und erklärte die Astrologie, an die er glaubte. Seine gesammelten Werke erschienen in 19 Bänden. Pierre Bayle lobte seine Bücher und den kraftvollen Stil. Sein 1691 erschienenes Werk L‘Esprit de Gerson wurde 1704 durch die Glaubenskongregation auf den römischen Index gesetzt. Sein Biograph Philippe Hourcade siedelte ihn zwischen Giovanni Pico della Mirandola und Nicolas Edme Restif de la Bretonne an.

## Werke (soweit ins Deutsche übersetzt)
- L’École du monde, nouvelle, ou les Promenades. Pierre de Coup, Amsterdam 1709.
  - (deutsche Teilübersetzung) Die wunderlichen Abenteuer des Blaise Gaulard. Kiepenheuer, Weimar 1915.
  - (deutsche Teilübersetzung) Blaise Gaulard oder Tante Bobé’s Neffe. Wehrhahn Verlag, Hannover 2021. (übersetzt von Wilhelm Christhelf Sigmund Mylius)